# Pavetta brachycalyx
Pavetta brachycalyx är en måreväxtart som beskrevs av William Philip Hiern. Pavetta brachycalyx ingår i släktet Pavetta och familjen måreväxter. IUCN kategoriserar arten globalt som starkt hotad. Inga underarter finns listade i Catalogue of Life.